# Sir Cleges
Sir Cleges is een uit de 13e eeuw daterende metrische romance in het Middelengels. Er zijn twee verschillende vroeg-15e-eeuwse manuscripten van bewaard gebleven. Deze bevinden zich in de National Library of Scotland en in de Bodleian Library in Oxford.
De anonieme tekst omvat 577 versregels en werd vaak verteld als kerstverhaal.
Sir Cleges is een ridder die bekendstaat om zijn gastvrijheid en vrijgevigheid. Hij heeft een goede vrouw, Clarys, en twee lieve kinderen. Sir Cleges en zijn vrouw doen veel aan liefdadigheid en elke Kerst richten zij een groot feestmaal aan voor ieder die er maar bij wil zijn.
Na verloop van jaren raakt hij echter door zijn gulheid in de problemen. Hij heeft de meeste van zijn bezittingen moeten verkopen en is met zijn gezin in armoedige omstandigheden geraakt. Zijn vrienden verlaten hem en hij raakt in de vergetelheid. Zijn vrouw, met een altijd opgeruimd humeur, blijft echter aan zijn zijde en weet hem tot troost te zijn.
Op een goede dag, midden in de winter, zit hij in zijn tuin te bidden onder de kersenboom als er een tak op zijn hoofd valt. Wonderbaarlijk genoeg blijkt de boom volop in bloei te staan en kersen te dragen van een uitzonderlijke kwaliteit. Zijn vrouw ziet hier een goed voorteken in en geeft hem het advies met deze bijzondere oogst naar koning Uther Pendragon in Cardiff te gaan om hem de kersen aan te bieden. Met zijn oudste zoon gaat hij, eenvoudig als herder gekleed, naar het hof.
Daar aangekomen wordt hem, vanwege zijn sjofele uiterlijk, de toegang door achtereenvolgens drie bedienden geweigerd. Als hij hun zijn gift toont zien ze het bijzondere ervan wel in en geven hem toestemming naar de koning te gaan, onder voorwaarde dat hij zijn beloning met hen zal delen. Sir Cleges stemt hierin toe. De koning, die Cleges al lange tijd niet meer gezien heeft en in de veronderstelling verkeert dat hij wel dood zal zijn, is zeer verguld met deze bijzondere gift en nodigt hem aan zijn rijke maaltijd. Na afloop wil de koning hem rijkelijk belonen: hij mag vragen wat hij maar wil. Tot ieders verbazing kiest hij niet voor geld of goed, maar vraagt hij om 12 stokslagen, die hij naar eigen inzicht mag uitdelen. Deze 'beloning' deelt hij, zoals beloofd, uit aan de drie bedienden, die er fiks van langs krijgen. Deze gebeurtenis leidt aan het hof tot grote hilariteit en als de koning er ook nog achter komt dat de arme man Sir Cleges zelf is, beloont hij hem rijkelijk met een kasteel en landerijen, met het advies er wat voorzichtiger mee om te springen dan voorheen.